# Ма Фуюань
Ма Фуюань (сучасна китайська: 马福元; традиційна китайська: 馬福元; піньїнь: Mǎ Fúyuán; Система Вейда-Джайлза: Ma Fu-yüan) — китайський мусульманський генерал Нової 36-ї дивізії (Національно-революційної армії), який служив під керівництвом генералів Ма Чжуніна та Ма Хушаня. Разом із Ма Джун'їном, Ма Шиміном, Ма Шилу та Ма Хоіном він був присутній під час зустрічі з Юлбарс Ханом. Він воював проти уйгурських і киргизьких повстанців Першої Східно-Туркестанської республіки та проти прорадянського уйгурського Ходжа Ніяза під Аксу, витіснивши Ходжу Ніяза до Кашгару. Він і генерал Ма Чжаньцан знищили Першу Східно-Туркестанську республіку після перемоги над уйгурськими та киргизькими бійцями в битві за Кашгар (1934), битві за Яркенд і битві за Янгі Гіссар. Кілька британських громадян у британському консульстві були вбиті Новою 36-ю дивізією. Після вступу в Кашгар Ма публічно оголосив про свою вірність уряду Китайської Республіки в Нанкіні та оголосив, що Ма Шаову було повторно призначено даоїнем Кашгару.